# Huitzilan de Serdán
Huitzilan de Serdán là một đô thị thuộc bang Puebla, México. Năm 2005, dân số của đô thị này là 12088 người.